# Andoa
Andoa, Kolektivno ime za grupu indijanskih plemena, šire grupe Andoan, koja po njima dobiva ime, a jezično klasificiranih porodici Zaparoan. Plemena Andoa naseljena su na sjeveru Perua u departmanu Loreto duž rijeka Pastaza i Morona. Etnički ostalo ih je najviše oko 150, ali su jezično asimilirani od Indijanaca sada nazivanih Quechua del Pastaza y del Tigre. Andoe su 1975. prema SIL-u imali tek pet govornika, a 1993. potpuno je izumro. U prave Andoa Indijance pripadaju Guallpayo, Guasaga i Murato (?) koji su prihvatili jezik Candoshi Indijanaca.
Andoe su u prekonkvistadorsko doba živjeli između Pastaze i Morone, a središte im je bilo na rijeci Huasaga. Još u rano hispansko doba s područja Huasage odvođeni kao robovi na Marañón, gdje su 1582. uklopljeni u encomiende koje su pripadale građanima Santiago de las Montañasa. U 17. stoljeću nalaze se na San Francisco de Borji. Murato Indijanci koji su živjeli uz Huasagu, zajedno su s plemenima Gae i Semigae pripisivani Andoama, za koje Steward i Metraux ustanovljuju srodnost s Zaparosima. Kulturno su Murato srodniji Jívarosima, a suvremeni jezikoslovci njihovu srodnost vide s Kandoshima. Kulturnu srodnost između Andoa i Murata uočavaju jezuitski misionari, a ona je moguća posljedica zaparoizacije.
Brojno stanje Andoan plemena, uključujući ovdje i plemena Guasaga, Guallpayo ili Toquereo i možda Asaruntoa iznosila je oko 10,000.

## Vanjske poveznice
- Los Andoas